# Västgötalagen

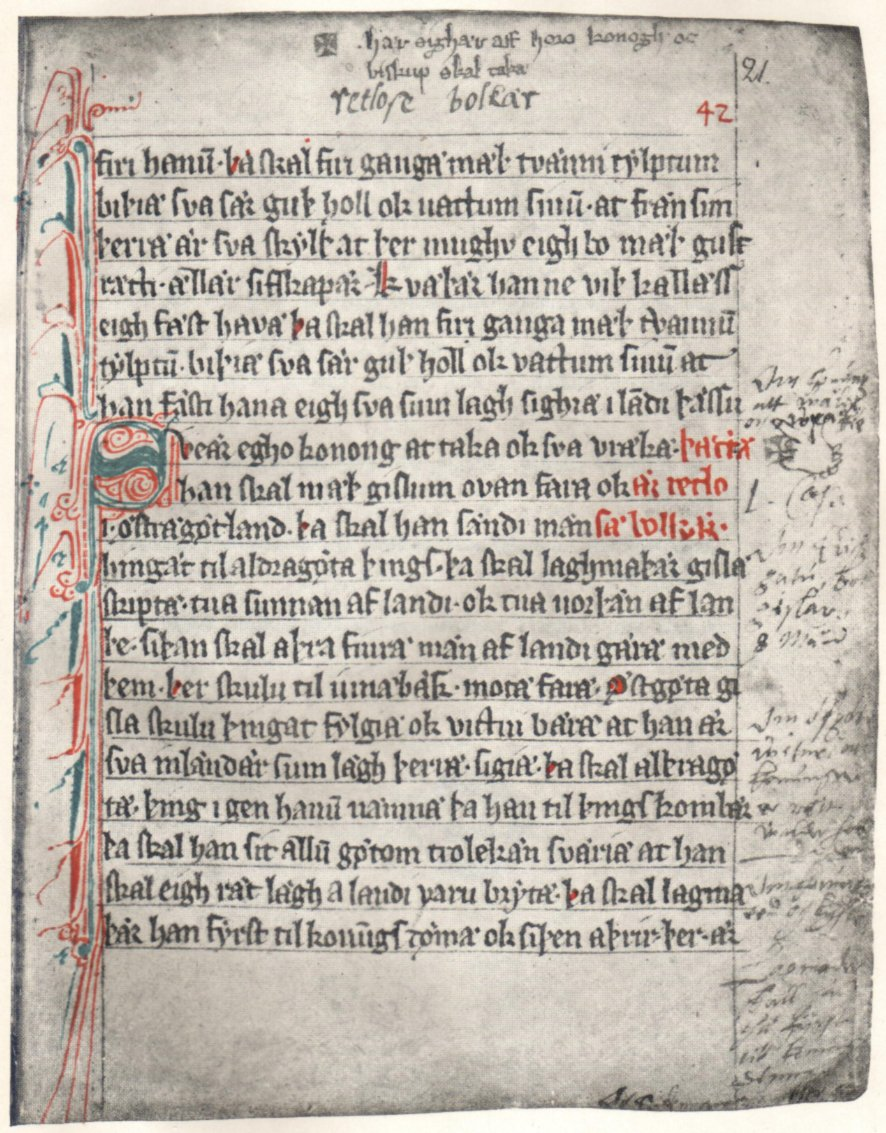
Seite aus dem Västgötalagen

Västgötalagen ist ein Gesetzestext für die historische Provinz Västergötland in Schweden und das älteste zusammenhängende Dokument in schwedischer Sprache, das noch vollständig erhalten ist. Das Gesetz wurde in lateinischer Schrift niedergeschrieben. Es gibt noch ältere schwedischsprachige Dokumente, doch diese existieren nur noch als Fragment.
Es wird angenommen, dass der Text um 1220 durch Eskil Magnusson verfasst wurde, der juristischer Vorsteher in Västergötland und ein Halbbruder Birger Jarls war. Die erhaltene Abschrift stammt von ca. 1280 und wird in der Nationalbibliothek in Stockholm aufbewahrt.
Ein viel diskutiertes Zitat aus dem Gesetz lautet: „Sveær egho konong at taka ok sva vrækæ“. Viele Historiker deuten die Stelle so, dass nur die Svear das Recht hatten den König zu wählen, der dann auch über Västergötland herrschte. Einige Hobbyhistoriker und Juristen aus der so genannten westgotischen Schule (Västgötaskolan) meinen, dass mit „Sveær“ das gesamte Volk der Schweden gemeint ist. Letztere Deutung wird jedoch nicht durch Saxo Grammaticus bestätigt, der in seinem Werk Gesta Danorum auch die schwedischen Thronstreitigkeiten des 12. Jahrhunderts behandelt. Der Begriff Schweden kam nicht vor dem 15. Jahrhundert auf und wurde anfänglich nur für die Bewohner rund um den Mälarsee benutzt.
Nach 1281 wurde mit einer Neufassung des Gesetzes begonnen, wovon heute nur noch eine handschriftliche Abschrift existiert.